# Vålerenga Ishockey
Vålerenga Ishockey je norveški hokejski klub iz Osla. Ustanovljen je bil leta 1913 in je del zveze športnih društev Vålerenga IF. Domača dvorana kluba je Jordal Amfi, ki se nahaja v vzhodnem predelu mesta Oslo. Dvorana je bila zgrajena za potrebe Zimskih olimpijskih iger 1952. Klub je s 26 naslovi prvaka najtrofejnejši norveški hokejski klub. 
Dosežki:
- Prvaki končnice (25):  1960, 1962-63, 1965-71, 1973, 1982, 1985, 1987-88, 1991-93, 1998-99, 2001, 2003, 2005-07
- Prvaki lige (26): 1962-71, 1980, 1982, 1985, 1988, 1991-94, 1996, 1998-00, 2002-03, 2005, 2007

Moštvo trenutno vodi bivši norveški hokejist in reprezentant Espen Knutsen, ki je igral tudi v ligi NHL. Za klub je na eni tekmi igral tudi švedski zvezdnik v ligi NHL Peter Forsberg. Forsberg je za klub nastopil, ko ga je kot trener vodil njegov oče. 

## Trenutna postava
Posodobljeno: 1. novembra 2008.
| Vratarji | Vratarji | Vratarji           | Vratarji    | Vratarji   | Vratarji                |
| #        |          |                    | Boljša roka | Rojstvo    | Kraj rojstva            |
| -------- | -------- | ------------------ | ----------- | ---------- | ----------------------- |
| 31       | Norveška | Tommy Lund         | L           | 15.10.1980 | Drammen, Norveška       |
| 57       | Kanada   | Patrick DesRochers | L           | 27.10.1979 | Penetanguishene, Kanada |

| Branilci | Branilci | Branilci              | Branilci    | Branilci   | Branilci           | Branilci |
| #        |          |                       | Boljša roka | Rojstvo    | Kraj rojstva       |          |
| -------- | -------- | --------------------- | ----------- | ---------- | ------------------ | -------- |
| 14       | Švedska  | Andreas Frisk         | L           | 05.01.1984 | Stockholm, Švedska |          |
| 17       | Norveška | Jan Andre Aasland     | L           | 26.08.1989 | Oslo, Norveška     |          |
| 27       | Norveška | Patrich Kolsrud       | L           | 22.03.1985 | Oslo, Norveška     |          |
| 29       | Norveška | Patrik Molberg        | L           |            | Norveška           |          |
| 36       | Norveška | Lars Erik Lund        | L           | 25.07.1974 | Oslo, Norveška     |          |
| 39       | Norveška | Daniel Sørvik         | L           | 11.03.1990 | Oslo, Norveška     |          |
| 54       | Kanada   | Regan Kelly           | L           | 09.03.1981 | Watrous, Kanada    |          |
| 55       | Norveška | Brede Frettem Csiszar | D           | 26.03.1987 | Oslo, Norveška     |          |

| Napadalci | Napadalci | Napadalci            | Napadalci   | Napadalci  | Napadalci             | Napadalci |
| #         |           |                      | Boljša roka | Rojstvo    | Kraj rojstva          |           |
| --------- | --------- | -------------------- | ----------- | ---------- | --------------------- | --------- |
| 5         | Norveška  | Mats Roselli Olsen   | L           | 29.04.1991 | Furuset, Norveška     |           |
| 11        | Kanada    | Gavin Morgan         | L           | 09.07.1976 | Scarborough, Kanada   |           |
| 12        | Norveška  | Patrick Lund-Nilsen  | L           | 21.10.1988 | Oslo, Norveška        |           |
| 16        | Kanada    | Blake Evans          | L           | 02.07.1980 | Kindersley, Kanada    |           |
| 18        | Norveška  | Knut Henrik Spets    | D           | 07.11.1982 | Trondheim, Norveška   |           |
| 19        | Norveška  | Jonas Oppøyen        | L           | 07.01.1991 | Oslo, Norveška        |           |
| 21        | Norveška  | Steffen Thoresen     | L           | 03.06.1985 | Oslo, Norveška        |           |
| 22        | Norveška  | Adrian Aambø         | L           | 06.10.1988 | Oslo, Norveška        |           |
| 23        | Norveška  | Raimond Hesler       | L           | 06.05.1989 | Oslo, Norveška        |           |
| 5         | Norveška  | Mats Roselli Olsen   | L           | 29.04.1991 | Furuset, Norveška     |           |
| 26        | Norveška  | Aleksander Nervik    | L           | 03.07.1979 | Norveška              |           |
| 28        | Norveška  | Kjell Richard Nygård | L           | 04.01.1978 | Oslo, Norveška        |           |
| 40        | Norveška  | Lars Erik Spets      | L           | 02.04.1985 | Trondheim, Norveška   |           |
| 42        | Norveška  | Christian Thinn      | L           | 21.06.1989 | Oslo, Norveška        |           |
| 44        | Norveška  | Kenneth Larsen       | L           | 12.04.1976 | Oslo, Norveška        |           |
| 46        | Norveška  | Mathias Trygg        | L           | 05.03.1986 | Oslo, Norveška        |           |
| 52        | Norveška  | Anders Fredriksen    | L           | 17.02.1981 | Fredrikstad, Norveška |           |
| 91        | Norveška  | Andreas Stene        | L           | 01.03.1991 | Oslo, Norveška        |           |

## Vidnejši igralci
- Alexander Bonsaksen
- Travis Brigley
- Johan Brummer
- Johnny Bruun
- Stian Granli
- Scott Hartnell
- Stig Johansen
- Espen "Shampo" Knutsen
- Einar Bruno Larsen
- Chris Mason
- Jim Marthinsen
- Tommy Marthinsen
- Anders Myrvold
- Per Skjerwen Olsen
- Øystein Olsen
- Bård Sørlie
- Petter Thoresen